# 亞戴二世·喬治
瑪·亞戴二世（英語：：1948年1月6日—2022年2月11日），或稱亞戴二世·喬治（英語：Addai II Giwargis）；本名薩萊曼·薩科（英語：Shlemun Giwargis），第107任東方古代教會大公長牧首。
1970年，他自宗教選舉中被選為牧首，接替在1969年9月6日逝世的牧首瑪·托瑪·達摩。